# Sagartiogeton ingolfi
Sagartiogeton ingolfi är en havsanemonart som beskrevs av Oscar Henrik Carlgren 1928. Sagartiogeton ingolfi ingår i släktet Sagartiogeton och familjen Sagartiidae. Inga underarter finns listade i Catalogue of Life.